# Aleksandar Pantić
Aleksandar Pantić, cyr. Александар Пантић (ur. 11 kwietnia 1992 w Aranđelovacu, Jugosławia) – serbski piłkarz grający na pozycji obrońcy.

## Kariera piłkarska

### Kariera klubowa
Wychowanek Partizanu. Karierę piłkarską rozpoczął 29 maja 2011 w składzie klubu FK Rad w meczu serbskiej Super League przeciwko Javor Ivanjica. 31 sierpnia 2012 podpisał na jeden sezon kontrakt z FK Crvena zvezda. W 2013 przeniósł się na Półwysep Iberyjski, zawierając umowę z Villarreal CF. Później występował głównie na zasadach wypożyczenia w innych klubów: w sezonie 2014/2015 - w Córdoba CF, w sezonie 2015/2016 - w SD Eibar, w sezonie 2016/2017 - w Deportivo Alavés. 1 lutego 2017 przeszedł do Dynama Kijów.
30 stycznia 2019 został wypożyczony do hiszpańskiego klubu Cádiz CF, umowa do 30 czerwca 2019. 2 września 2019 Dynamo rozwiązało kontrakt z piłkarzem.

### Kariera reprezentacyjna
Występował w juniorskiej reprezentacji U-19 oraz młodzieżowej reprezentacji Serbii.

## Sukcesy i odznaczenia

### Sukcesy piłkarskie
FK Crvena zvezda
- wicemistrz Serbii: 2012/13